# Вашингтон, Блу
Блу Вашингтон (англ. Blue Washington; 26 февраля 1898, Лос-Анджелес, Калифорния — 15 сентября 1970, Ланкастер, Калифорния) — американский бейсболист, позднее — киноактёр.

## Биография
Эдгар Хьюз Вашингтон (настоящее имя актёра) родился 12 февраля 1898 года в Лос-Анджелесе (штат Калифорния, США). Мать звали Сьюзи, было три сиблинга. С 1915 года начал карьеру бейсболиста, став питчером в клубе Chicago American Giants. Известно, что в 1920 году он играл в клубе Kansas City Monarchs.
С 1919 года начал сниматься в кино и за 42 года (1919—1961) появился в примерно 85 фильмах (пять из них были короткометражными). Играл преимущественно эпизодические роли: портье, бармен, туземец, повар, шофёр, раб, швейцар и т. п.: в 70 из этих лент продюсеры даже не сочли нужным упоминать его в титрах. Основной актёрский образ — характерный персонаж, который олицетворял расистское отношение Голливуда к чернокожим в 1930-х годах; легко пугающийся мужчина с широко раскрытыми глазами.
Относительно даты смерти Блу Вашингтона ясности нет. IMDb сообщает, что он скончался 15 сентября 1970 года; в то время как Find a Grave заявляет о 16 июля 1961 года. Похоронен на кладбище «Эвергрин» в Лос-Анджелесе.
Личная жизнь
В 1918 году Вашингтон женился на девушке по имени Мэриан (Мэрион) Ленан. У них родился сын Кенни (1918—1971; стал известным игроком в американский футбол, также снимался в кино), когда мальчику было два года, отец ушёл из семьи.

## Избранная фильмография

### В титрах указан
- 1927 — Кровавый корабль[англ.] / The Blood Ship — негр
- 1927 — Чьей рукой?[англ.] / By Whose Hand? — Эли
- 1928 — Нищие жизни[англ.] / Beggars of Life — Чёрный Моз
- 1928 — Призрачный город[англ.] / The Phantom City — Блу
- 1932 — Заколдованное золото[англ.] / Haunted Gold — Кларенс Вашингтон Браун[8]

### В титрах не указан
- 1920 — Испуганные призраки[англ.] / Haunted Spooks — дворецкий
- 1929 — Уставшая река[англ.] / Weary River — заключённый в ванне
- 1929 — Аллилуйя[англ.] / Hallelujah — член Церкви
- 1929 — Рио Рита[англ.] / Rio Rita — грабитель банка
- 1929 — Добро пожаловать, опасность[англ.] / Welcome Danger — приспешник[англ.] Джона Торна
- 1931 — Виновные руки[англ.] / Guilty Hands — Джонни
- 1933 — Кинг-Конг / King Kong — воин
- 1933 — Скандал в Риме / Roman Scandals — человек, несущий мусор
- 1934 — Красавица девяностых[англ.] / Belle of the Nineties — швейцар в Доме сенсаций
- 1934 — Клеопатра / Cleopatra — стражник-нубиец
- 1935 — Весь город говорит / The Whole Town's Talking — швейцар в банке
- 1935 — Крестовые походы[англ.] / The Crusades — стражник Саладина
- 1935 — Энни Окли / Annie Oakley — повар
- 1936 — Узник острова акул / The Prisoner of Shark Island — солдат в тюрьме
- 1936 — Человек с равнины / The Plainsman — мужчина, роняющий коробку
- 1937 — Загубленные в море[англ.] / Souls at Sea — корабельный раб
- 1937 — Чарли Чан на Бродвее / Charlie Chan on Broadway — швейцар в клубе «Готтентот»
- 1937 — Али-Баба едет в город[англ.] / Ali Baba Goes to Town — араб
- 1937 — Уэллс Фарго[англ.] / Wells Fargo — Сэм, кучер
- 1938 — Месть Тарзана[англ.] / Tarzan's Revenge — мужчина, приносящий Олафу Панчу отравленные дротики
- 1938 — Через стену[англ.] / Over the Wall — осуждённый, играющий на гитаре
- 1938 — Слишком рискованно[англ.] / Too Hot to Handle — туземец
- 1938 — Ковбой и леди[англ.] / The Cowboy and the Lady — портовый рабочий
- 1938 — Кентукки[англ.] / Kentucky — Билл
- 1938 — Чарли Чан в Гонолулу[англ.] / Charlie Chan in Honolulu — член экипажа
- 1939 — Роза с Вашингтон-сквер[англ.] / Rose of Washington Square — заключённый
- 1939 — Унесённые ветром / Gone with the Wind — компаньон отступника
- 1939 — Свет погас[англ.] / The Light That Failed — суданский повстанец
- 1940 — Долгий путь домой / The Long Voyage Home — кок судна «Гленкэрн»
- 1941 — Девушка, парень и моряк[англ.] / A Girl, a Guy and a Gob — швейцар в Доме оперы
- 1941 — Закат[англ.] / Sundown — ветеран аскари
- 1942 — Леди на ночь[англ.] / Lady for a Night — мужчина, сидящий рядом с Хлоей
- 1942 — Сказки Манхэттена / Tales of Manhattan — обитатель трущоб
- 1942 — Дорога в Марокко / Road to Morocco — раб-нубиец
- 1948 — До края земли / To the Ends of the Earth — приспешник[англ.] Бинды Ша
- 1949 — Волшебный фонтан Тарзана[англ.] / Tarzan's Magic Fountain — туземец
- 1950 — Тарзан и рабыня[англ.] / Tarzan and the Slave Girl — туземец, убитый стрелой
- 1951 — Я был коммунистом для ФБР / I Was a Communist for the FBI — мужчина на профсоюзном собрании
- 1951 — Ангелы у кромки поля[англ.] / Angels in the Outfield — швейцар
- 1951 — Золотая девушка[англ.] / Golden Girl — кучер
- 1952 — Звёзды и полосы навсегда[англ.] / Stars and Stripes Forever — зритель в толпе
- 1953 — Красавица Багдада[англ.] / Siren of Bagdad — дворцовый слуга
- 1957 — Крылья орлов / The Wings of Eagles — бармен в офицерском клубе
- 1961 — Мошенник / The Hustler — хромающий служащий в бильярдной